# بروميثيوم
البروميثيوم عنصر كيميائي له الرمز Pm والعدد الذري 61 في الجدول الدوري وهو من اللانثانيدات.